# Diastylis utinomii
Diastylis utinomii är en kräftdjursart som beskrevs av Gamo 1968. Diastylis utinomii ingår i släktet Diastylis och familjen Diastylidae. Inga underarter finns listade i Catalogue of Life.